# Аксайський сільський округ (Єсільський район)
Акса́йський сільський округ (каз. Ақсай ауылдық округі, рос. Аксайский сельский округ) — адміністративна одиниця у складі Єсільського району Акмолинської області Казахстану. Адміністративний центр та єдиний населений пункт — село Аксай.
Населення — 672 особи (2021; 972 у 2009, 1219 у 1999, 1456 у 1989).
Станом на 1989 рік існувала Октябрська сільська рада (село Аксай).

## Склад
До складу округу входять такі населені пункти:
| Населений пункт | Населення, осіб (1989) | Населення, осіб (1999) | Населення, осіб (2009) | Населення, осіб (2021) |
| --------------- | ---------------------- | ---------------------- | ---------------------- | ---------------------- |
| Аксай, село     | 1456                   | 1219                   | 972                    | 666                    |
| --Роз'їзд 15 км | -                      | -                      | -                      | 6                      |